# Пучъэвеем
Пучъэве́ем (Пучевеем) — река на Дальнем Востоке России. Протекает по территории Чаунского района Чукотского автономного округа.
Название в переводе с чукот. Пучьэвээм — «река с многочисленными рукавами».

## Гидрография
Длина реки составляет 249 км, площадь бассейна 4970 км². Исток находится выше 800 м над уровнем моря в хребтах Чукотского нагорья, протекает в меридиональном направлении, впадает в южную часть Чаунской губы Северного Ледовитого океана. В верховье имеют ясно выраженный горный характер, при выходе на Чаунскую низменность скорость течения падает, русло меандрирует, соединяется протоками, образуются обширные плёсы и эстуарии. В низовье уровень реки зависит от высоты приливов, при северных ветрах он подпруживается и возникает противотечение. Дельта широкая, в середине несколько небольших, вытянутых вдоль течения островов.
На реке имеется наледь площадью 13,4 км².
Весенний ледоход в низовьях происходит 7-15 июня. В августе возможны паводки, вода может подняться до 3 метров. Река замерзает в середине октября.

## Ихтиофауна
В реке водится 18 видов рыб, из них промысловое значение имеют проходные формы: горбуша, кета, голец, нельма, мальма, азиатская корюшка, сибирская ряпушка, а также пресноводные — чир, восточносибирский хариус, пыжьян, тонкохвостый налим. В низовьях встречается редкий эндемик — арктический омуль.

## Хозяйственное значение
В низовьях через русло реки проходит ледовая переправа автозимника Певек—Билибино. Через Пучевеем проектируется мостовой переход на 673 км строящейся трассы Омсукчан—Омолон—Анадырь.
В бассейне Пучевеема обнаружены месторождения золота, серебра, олова, ртути, мышьяка.

## Притоки
Объекты перечислены по порядку от устья к истоку.
- 3 км: водоток пр. Пучевеем
- 13 км: водоток протока без названия
- 47 км: Омрелькай
- 55 км: Болотный
- 160 км: Гусиная
- 173 км: Гытчен
- 179 км: река без названия
- 187 км: река без названия
- 189 км: Малый Пучевеем
- 203 км: Крутой
- 210 км: Левый Пучевеем
- 217 км: река без названия
- 218 км: река без названия